# Columba elphinstonii
La paloma de Nilgiris o paloma de los Nilgiris (Columba elphinstonii) es una paloma grande que se encuentra en los bosques húmedos de hoja caduca y sholas de los Ghats occidentales en el suroeste de la India. Son principalmente frugívoras y se alimentan en el dosel de densos bosques de las montañas. Se identifican por su gran tamaño, sus colores oscuros y por un patrón distintivo como de tablero de ajedrez en su nuca.

## Descripción

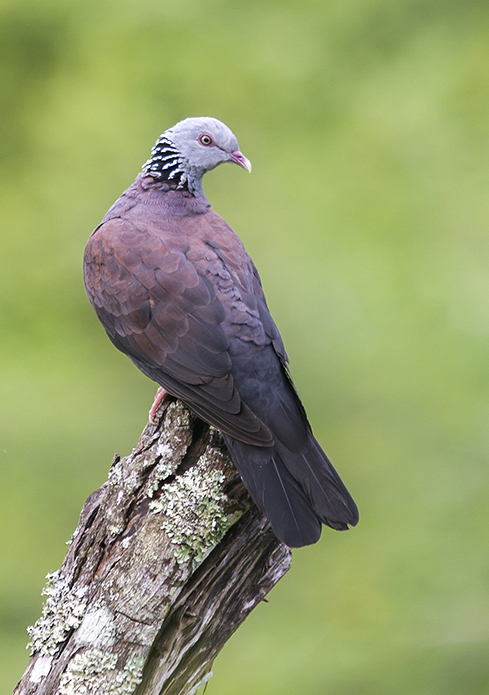
Fotografía de la paloma del Nilgiris en Munnar, Kerala.

Es de color gris oscuro y tiene una mancha blanca y negra hecha de plumas rígidas en la parte posterior del cuello lo que la distingue de otras especies. El manto es castaño. El macho tiene una corona de color gris pálido, mientras que la hembra tiene una corona de color gris oscuro con la garganta pálida. Una especie que se puede confundir con esta es la dúcula dorsicastaña, pero esa especie tiene coberteras subalares más pálidas. Las patas y la base de ellas son de color rojo.
La especie esta evolutivamente cerca de la paloma de Ceilán (Columba torringtoniae) y de la paloma cenicienta (Columba pulchricollis) que forman un clado que es basal dentro del género Columba del Viejo Mundo. El binomio conmemora a Mountstuart Elphinstone (1779-1859).

## Distribución
La especie se encuentra principalmente a lo largo de los Ghats occidentales y en las montañas Nilgiri. A pesar de que se encuentra principalmente en las montañas, a veces se las ve en las elevaciones más bajas dentro de los Ghats occidentales. Unas poblaciones relictas sobreviven en las elevaciones altas de las montañas de la península, como en las montañas de Biligiriranga y en las colinas Nandi, cerca de Bangalore.

## Comportamiento y ecología
Las palomas del Nilgiris se ven generalmente solas, en parejas o en pequeños grupos, alimentándose casi en su totalidad en los árboles, pero a veces descienden a tierra para alimentarse de los frutos caídos. A pesar de que se alimentan principalmente de frutos, han sido grabadas comiendo pequeños caracoles y otros invertebrados. La época de reproducción es desde marzo hasta julio durante la cual hacen una plataforma endeble de ramitas y ponen un solo huevo blanco que suele ser visible desde debajo del nido. Se alimentan de frutos grandes y pueden desempeñar un papel importante en la dispersión de las semillas de muchos árboles forestales. Los frutos de la familia Lauraceae les son particularmente preferidos y la mayoría de sus alimentos son tomados de las ramitas exteriores del dosel medio y superior. Han sido vistas ingiriendo tierra ya que esta puede proporcionarles nutrientes minerales o ayudarles a la digestión. A menudo se mueven dentro del bosque de acuerdo a las temporadas de fructificación de sus árboles favoritos. Su llamada es un ulular de baja frecuencia como un "who" seguido por una serie de profundas notas "who-who-who".